# No Talking, Just Head
No Talking, Just Head è un album pubblicato nel 1996 dal gruppo The Heads, composto da Jerry Harrison, Tina Weymouth e Chris Frantz dei Talking Heads con la collaborazione di una serie di artisti ospiti. Il nome scelto allude al fatto che il leader dei Talking Heads, David Byrne, sia l'unico componente non coinvolto.
Inizialmente il gruppo è stato concepito come un progetto a lungo termine, con la produzione di ulteriori album in studio e la realizzazione di un album live/video con le esecuzioni dei brani dei Talking Heads reinterpretate dagli artisti presenti nell'album. Tuttavia, David Byrne fece causa alla band, affermando che il loro nome e la loro presentazione erano troppo evocativi dei Talking Heads e mise fine al progetto anche se la causa fu risolta in via stragiudiziale e l'album fu comunque pubblicato.
Il gruppo ha realizzato un tour negli Stati Uniti nell'autunno 1996 con Johnette Napolitano come cantante.
I brani Damage I've Done e Don't Take My Kindness for Weakness sono stati pubblicati come singoli con diversi remix di Moby, Lunatic Calm e altri.
L'album ha ricevuto recensioni negative.

## Tracce
1. "Damage I've Done" (con Johnette Napolitano) – 6:19 (Johnette Napolitano)
2. "The King is Gone" (con Michael Hutchence) – 4:12 (Michael Hutchence)
3. "No Talking Just Head" (con Debbie Harry) – 4:34 (Chris Frantz, Jerry Harrison, Tina Weymouth e T. "Blast" Murray)
4. "Never Mind" (con Richard Hell) – 3:51 (Richard Hell)
5. "No Big Bang" (con Maria McKee) – 3:30 (Maria McKee)
6. "Don't Take My Kindness for Weakness" (con Shaun Ryder) – 4:43 (Shaun Ryder)
7. "No More Lonely Nights" (con Malin Anneteg) – 5:14 (Malin Anneteg)
8. "Indie Hair" (con Ed Kowalczyk) – 3:49 (Ed Kowalczyk)
9. "Punk Lolita" (con Napolitano, Harry e Tina Weymouth) – 4:35 (Chris Frantz, Jerry Harrison, Tina Weymouth e T. "Blast" Murray)
10. "Only the Lonely" (con Gordon Gano) – 4:05 (Gordon Gano)
11. "Papersnow" (con Andy Partridge) – 4:59 (Andy Partridge)
12. "Blue Blue Moon" (con Gavin Friday) – 5:20 (Gavin Friday)

## Formazione
The Heads
- Chris Frantz – Batteria
- Jerry Harrison– Tastiere
- Tina Weymouth– basso, cori, grafica copertina

Collaborazioni
- Sly Dunbar - loops in "Punk Lolita"
- Abdou M'Boup – percussioni
- Blast Murray – chitarra
- Lenny Pickett – sassofono, flauto in "The King Is Gone"
- Johnette Napolitano – chitarra in "Damage I've Done", cori in "Blue Blue Moon"
- Maria McKee – chitarra e sintetizzatore in "No Big Bang"
- Paul "Kermit" Leverage – cori in "Don't Take My Kindness for Weakness"
- Andy Partridge – fischio in "Papersnow"